# Marcus Valerius Chalcidicus
Marcus Valerius Chalcidicus war ein im 2. Jahrhundert n. Chr. lebender Angehöriger des römischen Ritterstandes (Eques).
Durch eine Inschrift, die beim Kastell Carvium gefunden wurde und die auf 171/190 n. Chr. datiert wird, ist belegt, dass Chalcidicus Präfekt der Cohors II Civium Romanorum war, die in der Provinz Germania inferior stationiert war. Laut Jan Kees Haalebos übte Chalcidicus das Kommando über die Einheit vermutlich um 175 aus.